# SN 1945A
SN 1945A – supernowa typu I odkryta 8 kwietnia 1945 roku w galaktyce NGC 5195. W momencie odkrycia miała maksymalną jasność 14,00m.